# اوبوک
اوبوک (به فرانسوی: Obock) (به عربی: أوبوک) شهرکی در منطقهٔ اوبوک واقع در کشور جیبوتی است که در سال ۲۰۰۵ میلادی دارای ۱۷٬۷۷۶ نفر جمعیت بود.